# 84e bataillon de tirailleurs sénégalais
Le 84e bataillon de tirailleurs sénégalais (84e BTS) est un bataillon des troupes coloniales françaises, servant comme bataillon d'étapes pendant la Première Guerre mondiale.

## Historique
Le 84e BTS est formé en 1916. À l'été 1916, il rejoint Sorgues, où ses hommes sont employés à des travaux d'usine. Il s'agit en 1918 du seul bataillon de tirailleurs sénégalais qui n'est pas envoyé au front.
Le bataillon part à Lectoure en août 1918, où il devient en septembre le 141e bataillon de tirailleurs sénégalais,. Trois tirailleurs du bataillon, morts de maladie, sont enterrés au cimetière de Lectoure.